# Kayle Leogrande
Kayle Leogrande, né le 29 mars 1977 à Grand Terrace, est un coureur cycliste américain des années 2000. Coureur amateur du circuit américain, il est surtout connu pour être à l'origine de l'enquête qui a indirectement permis de mettre à jour le système de dopage de Lance Armstrong,. 
Leogrande devient champion des États-Unis de critérium amateurs en 2006 et passe deux ans avec la très controversée équipe Rock Racing, après être passé professionnel en 2005 avec l'équipe américaine Jelly Belly-Pool Gel. Il est impliqué dans un scandale de dopage en 2008, quand des allégations à son encontre font état d'un aveu d'utilisation de substances améliorant la performance à un membre du personnel de l'équipe lors du Superweek le 26 juillet 2007. Il a vigoureusement contesté les accusations portées contre lui par l'Agence américaine antidopage (USADA). Il est cependant suspendu deux ans après qu'un comité d'arbitrage de trois membres ait conclu qu'il avait utilisé de l'EPO. C'est la première fois qu'un sportif américain est suspendu pour dopage sans avoir subi de contrôle positif. Le coureur a terminé sa suspension à la fin de l'année 2010.

## Carrière cycliste
Leogrande devient professionnel en 2005 avec l'équipe Jelly Belly-Pool Gel et remporte une étape du Tour de Murrieta. Il reprend son statut d'amateur en 2006 et devient le nouveau champion des États-Unis de critérium amateurs à Downers Grove. Grâce à ce résultat et à son style peu conventionnel - il tient un salon de tatouage à Upland et ses bras sont recouverts de tatouage- il fait son retour dans le peloton professionnel en 2007 avec Rock Racing, la nouvelle équipe de Michael Ball. Là, il court aux côtés de Mariano Friedick (qui a participé à trois Jeux olympiques) et Rahsaan Bahati (septuple champion national). Sous la direction du manager général et confident Joseph M. Papp, Leogrande gagne rapidement le classement par points de la Redlands Bicycle Classic en 2007, où il se classe également deuxième d'une étape. Il s'adjuge trois étapes lors de l'International Cycling Classic dans le Wisconsin avant de terminer deuxième au classement général. L'un des résultats les plus impressionnants de Leogrande de la saison, cependant, est son top 10 au CSC Invitational. Au sein d'un peloton qui comprend des coureurs professionnels européens, il prend la huitième place.
La saison suivante, en 2008, il reste au sein de l'équipe Rock Racing qui est complètement remaniée. Cependant, il attire l'attention davantage pour les allégations de dopage et des poursuites judiciaires que pour ses performances. Il obtient quelques podiums dans les courses mineures et se classe au sixième rang du championnat des États-Unis de critérium, la version professionnelle de la course qu'il avait gagnée deux ans auparavant.

## Dopage
Leogrande reconnaît avoir commencé à se doper dès 2006 lors d'un achat d'EPO à Joseph M. Papp. Leogrande remporte le championnat des critériums amateur cette année-là. En 2007, il rejoint Rock Racing et a recours au dopage plus régulièrement. En juillet 2007, il est sélectionné pour un contrôle surprise lors du Superweek. Il confie à Suzanne Sonye, la soigneuse de l'équipe Rock Racing, son inquiétude sur le test, qui avait toutes les chances de revenir positif. Le test de Leogrande est négatif, mais Sonye rapporte la confession au directeur sportif Frankie Andreu, qui donne l'info à l'USADA,. Son témoignage et les preuves fournies par Papp (photographies de Leogrande avec l'EPO et une note manuscrite) conduisent à la chute  de Leogrande. Pendant ce temps, il laisse dans la précipitation une boîte inutilisée d'EPO dans le réfrigérateur d'un appartement qu'il louait. Sa propriétaire envoie l'échantillon à la Food and Drug Administration (FDA), augmentant ainsi davantage les preuves à l'encontre de Leogrande. Travis Tygart, directeur général de l'USADA, affirme que sans les aveux de Leogrande à Sonye, l'affaire opposant l'USADA à Lance Armstrong ne serait peut-être jamais arrivée.
En janvier 2008, il est révélé que Kayle Leogrande est le coureur anonyme auteur du dépôt d'une plainte contre l'USADA, cherchant à empêcher le contrôle de son échantillon B à partir d'une analyse d'urine pris au Superweek l'année précédente, et qui est susceptible de contenir des traces d'EPO,. L'échantillon A a été testé négatif pour les substances améliorant la performance, mais l'USADA revendique le droit de tester l'échantillon B indépendamment, soupçonnant déjà que Leogrande était dopé. L'USADA s'est abstenue de tester l'échantillon B et la poursuite a été rejetée, mais l'agence antidopage a conservé ses charges envers le coureur pour violation des règles antidopage,.
Plus tard dans l'année, Leogrande dépose une autre plainte, cette fois une action en diffamation, contre l'ancienne soigneuse de Rock Racing, Suzanne Sonye. Leogrande poursuit également l'ancien cycliste professionnel Matt DeCanio et Joseph M. Papp pour diffamation. Cependant, le cas USADA contre lui progresse et il est allégué qu'il a avoué son utilisation de produits dopants à Sonye lors de la compétition à Superweek le 26 juillet 2007. Bien que Leogrande nie les accusations, il est suspendu pendant deux ans après qu'un comité d'arbitrage de trois membres a conclu à utilisation de l'EPO. L'affaire contre Sonye est rejetée et Leogrande est laissé financièrement paralysé par le verdict l'obligeant à payer les frais d'avocat de Sonye.  Ce cas de dopage avéré sans contrôle positif est notable car il n'est pas fondé sur l’analyse des échantillons A et B d'urine mais plutôt sur un témoignage sous serment de Sonye et du directeur de l'équipe Rock Racing, Frankie Andreu, et des preuves tels que des registres détaillant les appels entre Leogrande et Papp ainsi que leur correspondance écrite à la main.
L'affaire Leogrande a permis aux enquêteurs de remonter des réseaux de dopage concernant plusieurs coureurs américains. Ces investigations ont mené à des témoignages accablants envers un système de dopage présent au sein de l'équipe US Postal, dont étaient membres Floyd Landis et Lance Armstrong.
Le 28 août 2017, à la suite de sa victoire lors du Dana Point Grand Prix (masters + de 35 ans) en Californie, Leogrande est testé positif à pas moins de 7 substances, soit le raloxifene, Ostarine, Ibutamoren, GW1516 sulfone, RAD140, LGD4033 et l’Andarine. Il a été suspendu pour 8 ans par l'agence antidopage américaine.

## Après carrière
Leogrande a commencé le tatouage en 1998 et, en 2005, il a acquis Classic Tattoo Parlor dans un centre commercial à Upland. Pendant un certain temps, il a également exploité une deuxième installation à Malibu. Par la suite, il développe une gamme de vêtements et d'accessoires pour le cyclisme. Après sa suspension, il participe à nouveau à des courses. En 2015, il devient champion national du critérium dans la catégorie Masters 35-39 ans.

## Palmarès
- 2005
  - 2e étape du Tour de Murrieta
- 2006
  -  Champion des États-Unis du critérium amateurs
- 2007
  - 8e, 11e et 16e étapes de l'International Cycling Classic
  - 2e du Dana Point Grand Prix
  - 2e de l'International Cycling Classic
  - 3e du Manhattan Beach Grand Prix
- 2008
  - 3e du Dana Point Grand Prix
- 2015
  -  Champion des États-Unis du critérium masters (35-39 ans)

## Classements mondiaux
| Année            | 2007 |
| ---------------- | ---- |
| UCI America Tour | 165e |